# 百瀬ぽこ
百瀬 ぽこ（ももせ ぽこ）は、日本の女性声優。大阪府出身。主にアダルトゲームに出演している。

## 人物・経歴
声優になりたいと思ったのは、小学生の時に友達の家で『幽☆遊☆白書』を観て、アニメに興味を持ったのがきっかけ。アニメの中でも声に興味を持ち、特に女性が男性の声をあてたりすることに衝撃を受け、次第に自分もやってみたいと思うようになった。
芸名は、まず音から「ぽこ」がいいと考えた。当初は「ぽこ」のみにしたいと考えたが、事務所から「ぽこだけだとダメ」と言われ、仕方なく名字もつけることになった。ちょうどその頃に風邪を引いて病院で点滴を打ってもらった際、優しく応対してくれた看護師の名前が「百瀬」で、朦朧とする意識の中でかわいいと思い、芸名を「百瀬ぽこ」とした。
声優の仕事は「自分じゃない人になれるのが楽しい」が、始めた当初は狸やマグロなど人間でない役が多かった。これまで魚類・両生類・鳥類・哺乳類・地球外生命体は演じたので、残る爬虫類や虫などを演じて全種類を制覇してみたいという。
美少女ゲームのヒロインとしてのデビュー作は、2010年発売の『Soranica Ele』（早坂鳴役）。仕事を始めてすぐに抜擢されたため正直怖かったが、頑張り屋のキャラクターで役に入りやすかった。これまで一番印象に残っている役は、同じlightから2013年に発売された『BRAVA!!』の月舘日向役で、感じ方や人の見方が過去の自分に似ていて感情移入してしまい、一番台本を読み返して向き合った役となった。
特技は小学生の頃やっていた空手。趣味は人形集め。

## 主な出演
太字はメイン・ヒロインキャラクター

### PCゲーム

#### 2010年
- Soranica Ele（早坂 鳴）[4]
- るいは智を呼ぶファンディスク -明日のむこうに視える風-（蔵内 蘭）[5]

#### 2011年
- やや置き場がない!（春風 さくら）[6]

#### 2012年
- それゆけ!ぶるにゃんマン HARDCORE!!!（くろねこ）[7]
- 英雄*戦姫（ベディヴィエール）[8]
- この大空に、翼をひろげて（亮子）
- Zero Infinity -Devil of Maxwell-（草笛 切）[9]
- 彼女と俺と恋人と。（白兎 つくし）[10]

#### 2013年
- この大空に、翼をひろげて FLIGHT DIARY（亮子）
- ひとつ飛ばし恋愛（五味渕 千乃）[11]
- レミニセンス（キズナ）[12]
- BRAVA!!（月舘 日向）[13]
- グリムガーデンの少女-witch in gleamgarden-（吉野 碧）[5]
- PriministAr -プライミニスター-（桐理 つばさ）[14]
- 妹のおかげでモテすぎてヤバい。（相坂 紗理奈）[15]
- 桜舞う乙女のロンド（小石川 珠音）[16]
- 戦国†恋姫〜乙女絢爛☆戦国絵巻〜（武田 夕霧 信繁）[17]

#### 2014年
- 恋する夏のラストリゾート（牧 汐璃）[18]
- 英雄*戦姫GOLD（ベディヴィエール）[19]
- 天秤のLa DEA。戦女神MEMORIA（ヴァレフォル）[20]
- それゆけ!ぶるにゃんマン えくすたしー!!!（くろねこ）
- ハーヴェストオーバーレイ（黄金井 莉央）[21]
- レミニセンス Re：Collect（キズナ）[22]
- G.I.B. ガールズ・イン・ブラック（音無 宙美）[23]
- 彼女と俺と、恋するリゾート 〜彼女と俺と恋人と。＆恋する夏のラストリゾート Wファンディスク〜（白兎 つくし、牧 汐璃）
- 恋春アドレセンス（結崎 叶衣）[24]
- どうして、そんなに黒い髪が好きなの?（祟女 水葉）[25]

#### 2015年
- あま恋シロップス 〜恥じらう恋心でシたくなる甘神様の恋祭り〜（花鳥 鈴）[26]
- 花咲ワークスプリング!（柚木 真子、トラ美）[27]
- 恋魂（天上院 愛華）[28]
- 剣聖機 アルファライド（イオタ）[29]
- マジカル☆ディアーズ（ルーン）[30]
- 見上げてごらん、夜空の星を（山田 陽南）[31]

#### 2016年
- 戦国†恋姫X〜乙女絢爛☆戦国絵巻〜（武田 夕霧 信繁）[32]
- 見上げてごらん、夜空の星を FINE DAYS（山田 陽南）[33]
- 夏の魔女のパレード(草壁 匠馬)

#### 2017年
- ピュアソングガーデン!（高峰 調）

#### 2018年
- 約束の夏、まほろばの夢（三雲 ホタル）
- 見上げてごらん、夜空の星を Interstellar Focus（山田 陽南）

### ソーシャルゲーム
- Lord of Walkure（すざく）[34]
- 戦国†恋姫オンライン～奥宴新史(武田信繁[夕霧])[35]

### CD
- light Vocal collection V[36]

### 歌
- まほろばの乙女（『BRAVA!!』挿入歌）
  - 歌：月舘 日向
- ソング・フォー・ミュージック（『ピュアソングガーデン!』ワールドソング）
  - 歌：M3部[メンバー 1]

### ユニットメンバー
1. ↑  星野いろは（三代眞子）、河和井玖音（桜乃ひよ）、下国明日歌（花園めい）、柳沢律（奏雨）、すず（羽鳥いち）、島村真琴（五行なずな）、高峰調（百瀬ぽこ）